# بولینگ در بازی‌های آسیایی ۲۰۱۸
بولینگ یکی از ورزش‌های بازی‌های آسیایی ۲۰۱۸ است که از ۲۲ تا ۲۷ اوت ۲۰۱۸ برگزار شده‌است.
این مسابقات در دو بخش زنان و مردان در جاکابارینگ اسپورت سیتی، جاکارتا، اندونزی انجام شده‌است.

## کشورهای شرکت کننده
| - بحرین (۶) - چین (۶) - چین تایپه (۱۲) - هنگ کنگ (۹) - هند (۶) - اندونزی (۱۲) - ژاپن (۱۲) - قزاقستان (۶) - مالزی (۱۲) - ماکائو (۱۲) | - مغولستان (۱۴) - فیلیپین (۱۳) - قطر (۸) - عربستان سعودی (۶) - سنگاپور (۱۲) - کره جنوبی (۱۲) - تایلند (۱۲) - امارات متحده عربی (۶) - ویتنام (۴) |

## خلاصه مدال‌ها

### جدول مدال‌ها
| رتبه  | کشور      | طلا | نقره | برنز | مجموع |
| 1     | کره جنوبی | ۲   | ۲    | ۲    | ۶     |
| 2     | مالزی     | ۲   | ۲    | ۰    | ۴     |
| 3     | ژاپن      | ۲   | ۰    | ۰    | ۲     |
| 4     | چین تایپه | ۰   | ۱    | ۲    | ۳     |
| 5     | هنگ کنگ   | ۰   | ۱    | ۰    | ۱     |
| 6     | سنگاپور   | ۰   | ۰    | ۲    | ۲     |
| مجموع | مجموع     | ۶   | ۶    | ۶    | ۱۸    |

### مدال‌آوران

#### مردان
| رویداد       | طلا | نقره                                                                                                | برنز |
| سه‌گانه       | ژاپن · Shusaku Asato · Tomoyuki Sasaki · Shogo Wada                                                    | مالزی · Muhammad Rafiq Ismail · Ahmad Muaz Mohd Fishol · Tan Chye Chern                             | سنگاپور · Alex Chong · Muhammad Jaris Goh · Darren Ong                                                  |
| تیمی شش نفره | کره جنوبی · Choi Bo-keum · Hong Hae-sol · Park Jong-woo · Kim Jong-wook · Koo Seong-hoi · Kang Hee-won | هنگ کنگ · Tse Chun Hin · Lau Kwun Ho · Wong Kwan Yuen · Tseng Tak Hin · Mak Cheuk Yin · Wu Siu Hong | چین تایپه · Wu Ming-hao · Chen Hsi-nan · Hung Kun-yi · Chen Ming-tang · Lin Pai-feng · Hsieh Chin-liang |
| مسترس        | محمد رفیق اسماعیل · مالزی                                                                              | Park Jong-woo · کره جنوبی                                                                           | Koo Seong-hoi · کره جنوبی                                                                               |

#### زنان
| رویداد       | طلا                                                                                            | نقره                                                                                                  | برنز |
| سه‌گانه       | مالزی · استر چاه · سیتی سوفیا · سیایداتول عفیفه بادرول حمیدی                                   | چین تایپه · Chou Chia-Chen · Pan Yu-fen · Tsai Hsin-yi                                                | سنگاپور · Bernice Lim · Daphne Tan · Joey Yeo                                                             |
| تیمی شش نفره | کره جنوبی · Baek Seung-ja · Han Byul · Kim Hyun-mi · Lee Na-young · Lee Yeon-ji · Ryu Seo-yeon | مالزی · استر چاه · سیایداتول عفیفه بادرول حمیدی · ناتاشا روسلان · جین سین · سیتی سوفیا · شالین زولکفل | چین تایپه · Chang Yu-hsuan · Pan Yu-fen · Chou Chia-chen · Tsai Hsin-yi · Huang Chiung-yao · Wang Ya-ting |
| مسترس        | Mirai Ishimoto · ژاپن                                                                          | Lee Yeon-ji · کره جنوبی                                                                               | Lee Na-young · کره جنوبی                                                                                  |